# Project MAC
Project MAC（MACプロジェクト）は、マサチューセッツ工科大学で行われたプロジェクトであり、オペレーティングシステム、人工知能、計算理論などの先駆的研究成果が生み出された研究機関である。後にMITコンピュータ科学研究所（MIT Laboratory for Computer Science、LCS）となった。同時代に同様な研究を行った組織としては、カリフォルニア大学バークレー校のProject Genie、スタンフォード人工知能研究所、（少し後になるが）南カリフォルニア大学の情報科学研究所がある。
"MAC"は頭字語である。当初は Mathematics and Computation であったが、後から考えられたバクロニムとしては Machine Aided Cognition とか Multiple Access Computer(Multi Access Computing とする資料もある) といったものがある（前者は人工知能的応用（認識等）の、後者は多重制御の意味でOS等のシステムを指す）。さらに後年、MITでそれぞれのグループを率いていたリーダーに掛けた冗談として、Minsky Against Corby の略とも言われた（前者は MIT AIラボ を、後者は Multics を先導した。つまり、先に述べた2つのバクロニムに対応している）。

## 歴史
Project MAC は1963年7月1日、ARPAからの200万ドルの補助金によって開始された。初期の責任者はMIT電子工学研究所(RLE)のロバート・ファーノ。ARPAからの補助金に関する責任者は、かつてMIT電子工学研究所で研究していたJ・C・R・リックライダーであり、彼はファーノの後任として Project MAC の責任者となった。Project MAC の資金は主に ARPA（後にDARPA）と米国科学財団（ヴァネヴァー・ブッシュが第二次大戦中に設立したアメリカ科学基金が母体）が出している。ファーノがMACを研究所ではなくプロジェクトと呼んだのにはMIT内の政治的問題があった。MACを研究所と呼んでしまうと、MITの他の部門から研究者を引き抜くことが難しくなるからである。
Project MAC の創立メンバー（ファーノ、フェルナンド・J・コルバト、以前の同僚ジョン・マッカーシーの推薦によるマービン・ミンスキー他）は「コンピュータ・ユーティリテイ」の創造を考えていた。それは、電力施設（Electric Utility）が電力源として使われているように計算能力の源となる信頼性の高いものを作ろうという考え方である。この目的のため、コルバトは最初のタイムシェアリングシステムであるCTSSをMIT計算センターからもたらし、ARPAの資金をIBM 7094を研究用に購入するのに充てた。Project MACの初期の研究のひとつとしてCTSSの後継システムMulticsの開発がある。それは世界初の高可用コンピュータシステムとなるはずだった。この開発はゼネラル・エレクトリックとベル研究所との共同で行われた。
1960年代末、ミンスキーの人工知能グループはもっと広い場所を探していたが、プロジェクト責任者のリックライダーからは満足できる回答は得られなかった。大学の方針では Project MAC というひとつの組織にそれ以上のスペースは提供されないということを知ったミンスキーは、Project MAC から抜けて新たな研究所を設立することでスペースを得ることにした。結果としてMIT人工知能研究所が1970年に設立され、ミンスキーの人工知能グループのほとんどはそちらに移っていき、残ったメンバーは1975年にコンピュータ科学研究所を設立することとなった。また、ハル・エイベルソンとジェラルド・ジェイ・サスマンはどちらにも属さず、その後30年間 Project MAC と言えば彼らのことを意味するようになる。
LISP言語の一種MACLispは Project MAC の一環として開発された。
コンピュータ科学研究所となって以降も様々な先駆的研究が行われ、特にインターネット発展への寄与が大きい。
Project MAC 発足40周年である2003年7月1日、コンピュータ科学研究所と人工知能研究所は合併し、MITコンピュータ科学・人工知能研究所（CSAIL）となった。この合併によってMITキャンパスでも最大の研究所ができ（600人以上の人員）、Project MAC の多彩な要素の再結合と見なされた。

## 関係した著名人
Project MAC に従事した人々の中には、後にコンピュータ業界に大きな足跡を残した人がいる。ロバート・メトカーフはパロアルト研究所に移ってからイーサネットを発明し、後に3COM社を設立した。また、世界初の表計算ソフトであるVisiCalcを書いたボブ・フランクストンは、VisiCalcの初期のプロトタイプ作成のために Multics を使用したという。

## 歴代 Project MAC 責任者
- ロバート・ファーノ, 1963年 - 1968年
- J・C・R・リックライダー, 1968年 - 1971年
- エドワード・フレドキン, 1971年 - 1974年
- マイケル・ダートウゾス, 1974年 - 1975年

## 歴代コンピュータ科学研究所所長
- マイケル・ダートウゾス, 1975年 - 2001年
- ヴィクター・ズー, 2001年 - 2003年